# Shafiq Chitou
Shafiq Chitou est un boxeur béninois né le 23 mai 1985.

## Carrière
Sa carrière amateur est marquée par une médaille de bronze remportée aux championnats d'Afrique de Yaoundé en 2011 dans la catégorie poids légers.

### Jeux olympiques
- Qualifié pour les Jeux de 2012 à Londres, Angleterre

### Championnats d'Afrique de boxe amateur
- Médaille de bronze en -60 kg en 2011 à Yaoundé, Cameroun